# HD 129445 b
HD 129445 b é um planeta extrassolar que orbita a estrela HD 129445, localizada na constelação de Circinus a aproximadamente 210 anos-luz (66 parsecs) da Terra. Foi descoberto em 2010 pelo Magellan Planet Search Program com uso do método da velocidade radial, que consiste em buscar variações na velocidade radial de uma estrela causadas pela presença de um planeta em órbita.
HD 129445 b é um gigante gasoso com massa mínima de 1,6 vezes a massa de Júpiter. Como o método usado em sua descoberta não permite a determinação da inclinação, sua massa verdadeira não pode ser determinada. Sua órbita ao redor de HD 129445 é longa e altamente excêntrica, com semieixo maior de 2,9 UA (2,9 vezes a distância entre a Terra e o Sol), período orbital de 1 840 dias e excentricidade de 0,7. Uma pesquisa em busca de potenciais alvos para trânsito calculou que a probabilidade do planeta possuir inclinação maior que 80° é de 20%.